# Marek Izdebski

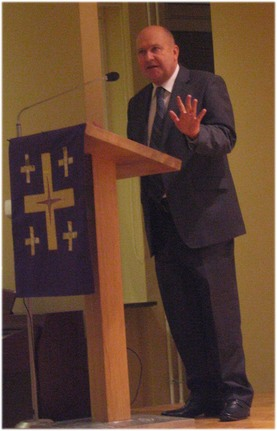
Marek Izdebski (2007)

Marek Izdebski (* 29. April 1958 in Cieszyn) ist ein polnischer reformierter Geistlicher und Bischof der Evangelisch-Reformierten Kirche in Polen.

## Leben
Von 1977 bis 1983 studierte er Evangelische Theologie an der Christlichen Theologischen Akademie Warschau. Am 5. April 1987 wurde er zum Geistlichen der Evangelisch-Reformierten Kirche ordiniert. Seit 1986 arbeitet er in der Gemeinde Bełchatów, wo er seit 1991 Pfarrer ist. Im Jahr 2002 wurde er als Nachfolger von Zdzisław Tranda für eine Amtszeit von zehn Jahren zum Bischof der Evangelisch-Reformierten Kirche in Polen gewählt, 2012 erfolgte seine Wiederwahl für weitere zehn Jahre.